# Notatnik laboratoryjny

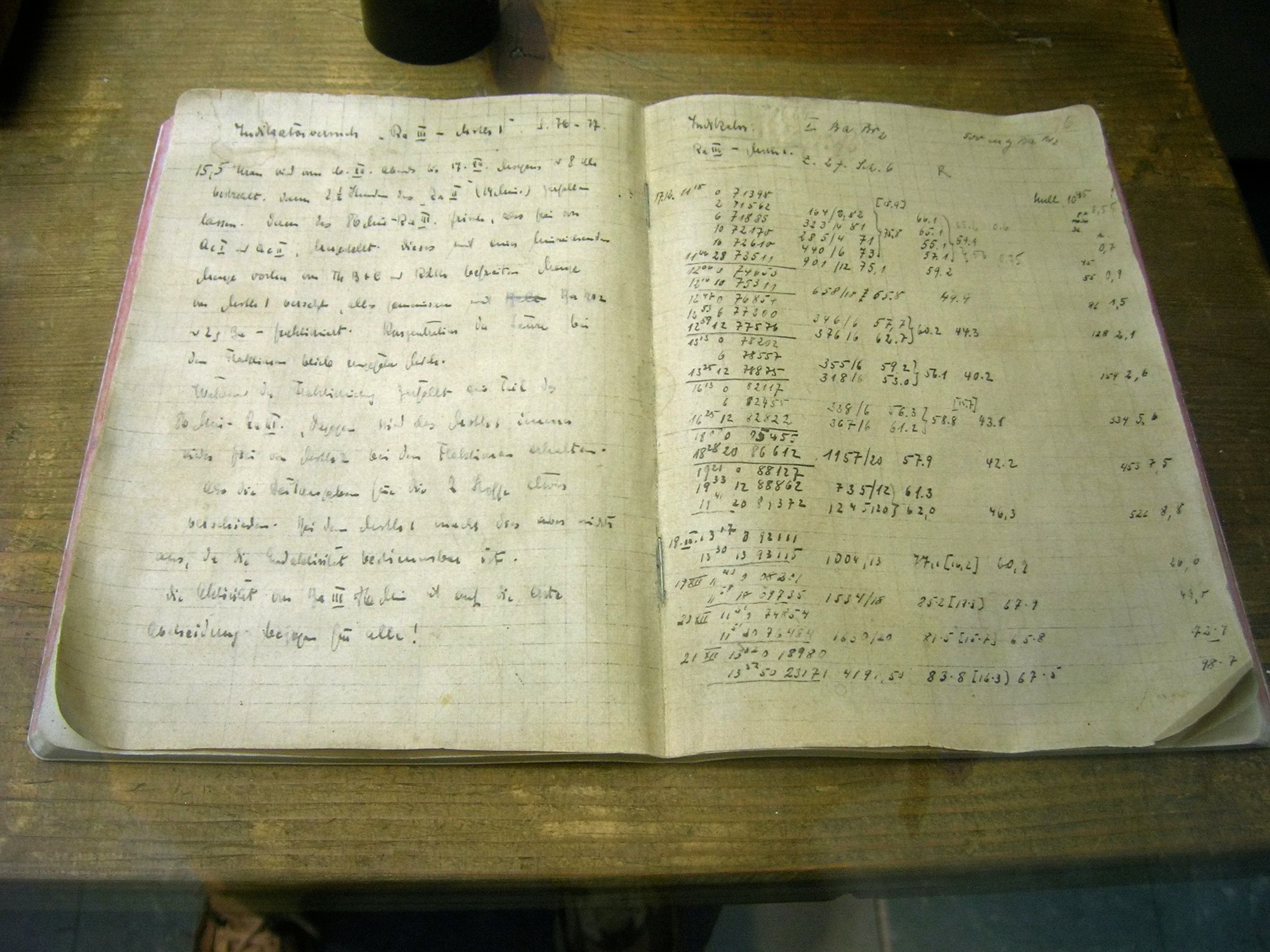
Notatnik laboratoryjny Otto Hahna, 1938.

Notatnik laboratoryjny – notatnik zawierający oryginalny zapis planów i przebiegu badań naukowych. Prawidłowo prowadzony powinien mieć ponumerowane strony, a wypełniany powinien być chronologicznie, długopisem (lub w podobny, trudny do usunięcia sposób). Wpisy wprowadzane powinny być stopniowo, w miarę postępu programu naukowego lub prowadzenia pomiarów, a nie przepisywane z innych notatek. Zapisy prowadzone powinny być w sposób zrozumiały dla innych specjalistów w danej dziedzinie, a nie tylko dla autora. Zapis prowadzony powinien być na tyle szczegółowo, aby umożliwić odtworzenie pomiarów/doświadczeń.
Notatnik laboratoryjny to współcześnie nie tylko pomoc pamięciowa, organizacyjna, lub narzędzie pracy grupowej, ale również dokument o znaczeniu w prawie własności intelektualnej.